# Charita Teplice
Charita Teplice je samostatnou právnickou osobou zřízenou litoměřickým biskupem Josefem Kouklem podle kán. 116 Kodexu kanonického práva a v souladu se zákonem č. 3/2002 Sb., je účelovým zařízením římskokatolické církve. Vznikla 7. května 2000. Zapsána je v rejstříku Ministerstva kultury. Sídlí v Teplicích na Thámově ulici č. 10 v původně farní budově farnosti Teplice-Trnovany. Původně se nazývala Oblastní charita Teplice v Čechách a byla zařazena do základní sítě sociálních služeb v ústeckém kraji. V roce 2021 došlo ke zjednodušení názvu a přejmenování na Charita Teplice. Do roku 2022 vedl Charitu Teplice Pavel Majerák, od přelomu roku 2023 roku jej vystřídala Karolína Jírová.

## Poslání
Jejím posláním je v souladu s křesťanskými hodnotami pomáhat bližním bez ohledu na jejich příslušnost k rase, národnosti či náboženství. V teplickém regionu se jedná o velkou oblast sociálních služeb.

## Seznam služeb
Charita Teplice provozuje azylové domy pro matky s dětmi, občanskou poradnu pro občany v tíživé situaci a poskytuje sociálně aktivizační služby pro rodiny. Lidem bez domova vyhledává ubytování v noclehárnách či azylových domech v Oseku, Duchcově či Ústí nad Labem. Navíc takovým lidem zajišťuje základní podporu ze systému hmotné nouze.
Nabízené služby: 
- Azylový dům pro matky s dětmi Agapé I., Krupka
- Sociálně aktivizační služba Agapé II.,[8] Krupka
- Občanská poradna Teplice, Teplice

Dále teplická Charita realizuje projekty, které nejsou sociální službou, a to projekty na podporu zaměstnanosti:
- Mikrojesle Kiliánek, které jsou provozovány od 1. dubna 2017.[9][10] Jedná se o zařízení péče o nejmenší děti od 6 měsíců do 4 let (do dovršení pátého roku věku dítěte). Partnerem projektu se stalo město Krupka. Projekt byl podpořen Evropskou unií prostředky Operačního programu Zaměstnanost.[11]
- Společně to dokážeme v Ústeckém kraji[12]

## Charitativní sbírky
Významným společenským prvkem teplické Charity je pořádání veřejných sbírek. V roce 2011 Nadace ČEZ v Teplicích podpořila Azylový dům pro matky s dětmi Agapé charitativně-sportovním projektem Oranžové kolo. Výtěžek sbírky pak zástupci Nadace ČEZ spolu s primátorem města Teplice předali vedoucímu Azylového domu Agapé. Mezi velké podporovatele teplické Charity patřil dlouhodobě také primátor Jaroslav Kubera († 2020).
Teplická Charita je v regionu pravidelně pořadatelem Tříkrálové sbírky. K zajímavostem patří to, že v rámci 22. ročníku této sbírky na začátku roku 2022, vybralo několik desítek policistů z Teplicka finanční dar na bezbariérový přístup v Základní škole při Biskupském gymnáziu v Krupce. Iniciátorem sbírky pro teplickou Charitu bylo Obvodní oddělení PČR Teplice Trnovany. Ředitel teplické Charity při předávání finančního daru poděkoval všem policistům, kteří přispěli na charitativní projekt, který má pomoci ulehčit handicapovaným studentům.